# Đàm Đình Trại
Đàm Đình Trại (sinh năm 1947) là một tướng lĩnh Quân đội nhân dân Việt Nam, hàm Trung tướng. Ông nguyên là Phó Chủ nhiệm Tổng cục Chính trị, Đại biểu Quốc hội Việt Nam khóa XI, thuộc đoàn đại biểu Thái Nguyên.

## Thân thế và sự nghiệp
Năm 1988 - 1991 ông là chỉ huy phó chính trị bộ chỉ huy QS tỉnh Lạng Sơn
Năm 1998 -2004, ông là Phó Tư lệnh về chính trị Quân khu 1.
Năm 2005, bổ nhiệm giữ chức Phó Chủ nhiệm Tổng cục Chính trị.
Năm 2008, ông nghỉ hưu.
Thiếu tướng (1998), Trung tướng (2002)
Hiện nay ông đang ở tại đường Lương Ngọc Quyến thành phố Thái Nguyên.